# 橋本真実
橋本 真実（はしもと まみ、1984年1月30日 - ）は、東京都出身のタレント、女優。テンカラットに所属していた。アイドルグループMISSIONの元メンバー。堀越高等学校卒業。2025年1月現在、オフィシャルホームページ、Instagramは削除。

## 出演

### テレビドラマ
- いとしの未来ちゃん（1997年、テレビ朝日） - 姉 役
- 金曜エンタテイメント「大家族デカ」（1997年、フジテレビ） - 南くるみ 役
- 金曜エンタテイメント「大家族デカ2」（1998年、フジテレビ） - 南くるみ 役
- 国産ひな娘（1999年、テレビ東京）
- L×I×V×E（1999年、TBS）
- 悪いオンナ「シャッフル」（2000年、TBS）
- Shin-D ナツのツボミ（2000年、日本テレビ）
- 慶次郎縁側日記（2004年 - 2006年、NHK総合） - おかつ 役
- Tomorrow〜陽はまたのぼる〜（2008年7月 - 9月、TBS） - 杉山麻衣 役
- RESCUE〜特別高度救助隊（2009年、TBS） - 李鈴鈴 役
- 派遣のオスカル〜少女漫画に愛をこめて（2009年8月 - 10月、NHK総合）
- JIN-仁-（2009年10月- 12月、TBS） - 茜 役
- 新参者（2010年4月18日 - 6月20日、TBS） - 望月綾名 役
- 連続テレビ小説 おひさま（2011年、NHK総合） - 田中ユキ 役
- 最高の人生の終り方〜エンディングプランナー〜（2012年1月 - 3月、TBS） - 村内弥生 役
- もう一度君に、プロポーズ（2012年4月 - 6月、TBS） - 佐伯美奈 役
- ほんとにあった怖い話  夏の特別編2012「右肩の女」（2012年8月18日、フジテレビ） - 渡辺美由紀 役
- とんび（2013年1月 - 3月、TBS） - 葛原の嫁 役
- ハードナッツ! 〜数学girlの恋する事件簿〜（2013年10月20日・27日、NHK BSプレミアム） - 高野沙織 役
- 世にも奇妙な物語 2014年 秋の特別編「ファナモ」（2014年10月18日、フジテレビ）
- WOWOW連続ドラマW 平成猿蟹合戦図（2014年9月、WOWOWプライム）
- 探偵の探偵 第5話 - 第7話、第10話（2015年、フジテレビ） - 笹倉志帆 役
- 相棒 season15 第15話（2017年2月15日、テレビ朝日） - 井上真奈美 役
- 警視庁・捜査一課長 season2 第9話（2017年、テレビ朝日） - 吉岡百合 役
- 西村京太郎サスペンス 十津川警部シリーズ4 「愛と裏切りの伯備線」（2017年10月16日、TBS） - 田代祥子 役
- アンナチュラル 第4話 - 最終話（2018年2月2日 - 3月16日、TBS）  - 糀谷夕希子 役
- 特命刑事 カクホの女 第5話「不幸のブーケ」（2018年2月16日、テレビ東京）  - 須田路恵 役
- 義母と娘のブルース 第1話 - 第2話（2018年7月10日 - 17日、TBS） - 西条乙女 役
- ぬけまいる〜女三人伊勢参り（2018年10月27日 - 12月22日、NHK総合） ‐ おれん 役
- 集団左遷!!（2019年4月21日 - 6月23日、TBS） - 藤枝薫 役
- 盤上の向日葵（2019年9月8日 - 29日、NHK BSプレミアム） ‐ 上条春子 役
- 天国と地獄〜サイコな2人〜 第5話・第6話（2021年2月14日・21日、TBS） ‐ 戸田一希 役

### バラエティ番組
- アイドルハイスクール 芸能女学館（1998年、フジテレビ）

### 映画
- リング0 バースデイ（2000年） - 女子高生・清美役
- ナイチンゲーロ（2006年） - 緑役
- 着信アリ Final（2006年） - 川中瑞江役
- ロクな人生（第6回沖縄国際映画祭出品作品 沖縄市地域発信型映画）（2013年） - 主演
- さらば、ダイヤモンド（2018年）

### 舞台
- 映像都市・チネチッタ（2013年5月2日 - 6日、“STRAYDOG”Produce公演 中野テアトルBONBON）
- 表裏弥勒島傳（2013年12月25日 - 29日、第八回直也の会、笹塚ファクトリー）
- 或る人斬り（2014年5月29日、次賀慎一朗さよなら公演 新宿シアターモリエール） - およし役
- 朗読劇 魔王（2014年5月31日、劇団ロウドクノチカラ、原作・伊坂幸太郎、ラゾーナ川崎プラザソル） - 詩織役
- 分際・人妻編（2014年11月14日 - 24日、劇団東京マハロ、下北沢小劇場B1） - 右子・左子役

### ミュージックビデオ
- May J. - 本当の恋（2014年8月）

### CM
- ヤクルト リベシィホワイト「傷つきやすいから。表情篇」